# Stronti titanat
Stronti titanat là một hợp chất hóa học vô cơ có thành phần là stronti oxit và nguyên tố titan với công thức hóa học được quy định là SrTiO3.
Từ lâu hợp chất này đã được coi là một vật liệu nhân tạo hoàn toàn, mãi cho đến năm 1982 khi dạng tự nhiên của nó được phát hiện tại Siberia, được đặt tên tausonit và được IMA công nhận. Khoáng chất tausonit là một khoáng chất rất hiếm trong tự nhiên, tồn tại dưới dạng thức là những tinh thể rất nhỏ. Ứng dụng quan trọng nhất của nó là ở dạng tổng hợp, trong đó đôi khi nó có dạng thức có ứng dụng dùng để mô phỏng kim cương, là thành phần trong các loại kính có tính chính xác cao, trong biến trở và trong gốm sứ cải tiến.
Tên tausonit đã được đặt theo tên của Lev Vladimirovich Tauson (1917-1989), nhà địa hóa học người Nga. Không sử dụng tên thương mại cho sản phẩm tổng hợp bao gồm stronti mesotitanat, Fabulit, Diagem và Marvelit. Ngoài khoáng chất được tìm thấy tại địa phương phát hiện lần đầu nó ở Massun Murun ở Cộng Hòa Sakha, tausonit tự nhiên cũng được tìm thấy ở Cerro Sarambi, khu vực Concepción, Paraguay và dọc theo sông Kotaki ở Honshū, Nhật Bản.